# Limonia albifrons
Limonia albifrons är en tvåvingeart som först beskrevs av Johann Wilhelm Meigen 1818.  Limonia albifrons ingår i släktet Limonia och familjen småharkrankar. Inga underarter finns listade i Catalogue of Life.